# 1711 Sandrine
1711 Sandrine eller 1935 BB är en asteroid i huvudbältet som upptäcktes 29 januari 1935 av den belgiske astronomen Eugène Joseph Delporte i Uccle. Det har fått sitt namn efter en släkting till den belgiske astronomen Georges Roland.
Asteroiden har en diameter på ungefär 22 kilometer och den tillhör asteroidgruppen Eos.